# Renia aztecalis
Renia aztecalis là một loài bướm đêm trong họ Noctuidae.